# Phil Bauhaus
Phil Bauhaus (født 8. juli 1994 i Bocholt) er en cykelrytter fra Tyskland, der er på kontrakt hos Bahrain Victorious.